# 下卡馬龍
下卡馬龍（西班牙語：Camarón Arriba），是巴拿馬的城鎮，位於該國西北部，由恩戈貝-布格雷特區的韋西科區負責管轄，面積49.7平方公里，海拔高度508米，2010年人口2,977，人口密度每平方公里59.9人。